# 누가 이 아픔을
"누가 이 아픔을"은 1979년에 개봉한 대한민국의 영화이다.

## 캐스팅
- 박근형 : 이 대위 역
- 김영애
- 조재성
- 이영주